# باشگاه فوتبال رئال اسپانیا
باشگاه فوتبال رئال دپورتیوو اسپانیا یا به زبان ساده رئال اسپانیا یک باشگاه فوتبال حرفه‌ای اهل هندوراس است که در لیگا ناسیونال هندوراس بازی می‌کند. رئال اسپانیا با ۱۲ قهرمانی یکی از موفق‌ترین باشگاه‌های فوتبال هندوراس است. به این ترتیب، به‌طور منطقه‌ای در سراسر آمریکای مرکزی به رسمیت شناخته شده است.

## افتخارات
- لیگا ناسیونال هندوراس: ۱۲ قهرمانی
- جام حذفی هندوراس: ۲ قهرمانی
- جام اینترکلوب: ۲ قهرمانی
- جام برندگان جام کونکاکاف: ۱ نایب قهرمانی